# ندرودوني
ندرودوني هي قرية تقع في جزيرة أنجوان في جزر القمر. بلغ عدد سكانها 1,314 نسمة حسب إحصاء عام 1991.